# Hartmut Ihne
Hartmut Ihne (* 16. Oktober 1956 in Bielstein) ist ein deutscher Politikwissenschaftler und Philosoph. Von November 2008 bis Oktober 2024 war er Präsident der Hochschule Bonn-Rhein-Sieg.

## Leben
Er studierte Philosophie, Politikwissenschaft, Germanistik und Elektrotechnik an den Universitäten Bern, Bonn, Neuchâtel, Oxford und Siegen. Von 1987 bis 1994 war Hartmut lhne Büroleiter und wissenschaftlicher Referent für internationale Zusammenarbeit bei Uwe Holtz, dem damaligen Vorsitzenden des Ausschusses für wirtschaftliche Zusammenarbeit und Entwicklung (AWZ) im Deutschen Bundestag. Von 1994 bis 1996 forschte er als Postdoc im Rahmen eines Forschungsprojektes des Schweizerischen Nationalfonds zu Minderheitenrechten am Institut für Philosophie der Universität Bern. Von 1996 bis 2004 war Hartmut Ihne Geschäftsführer des Zentrum für Entwicklungsforschung (ZEF) und des Zentrum für Europäische Integrationsforschung (ZEI) an der Universität Bonn, von 2005 bis 2008 Direktor von ZEFConsult am Zentrum für Entwicklungsforschung. Lehr- und Forschungsschwerpunkte liegen im Bereich entwicklungspolitischer, globalpolitischer und ethischer Fragestellungen.

## Veröffentlichungen
- 2004: Heuristic considerations on the typology of groups and minorities
- 2006: Einführung in die Entwicklungspolitik
- 2007: Global Governance und wissenschaftliche Politikberatung